# مستشفى دوسلدورف الجامعي
يقع مستشفى دوسلدورف الجامعي (بالألمانية: Universitätsklinikum Düsseldorf) في مدينة دوسلدورف في ألمانيا. تم إنشاءه في العام 1907م.

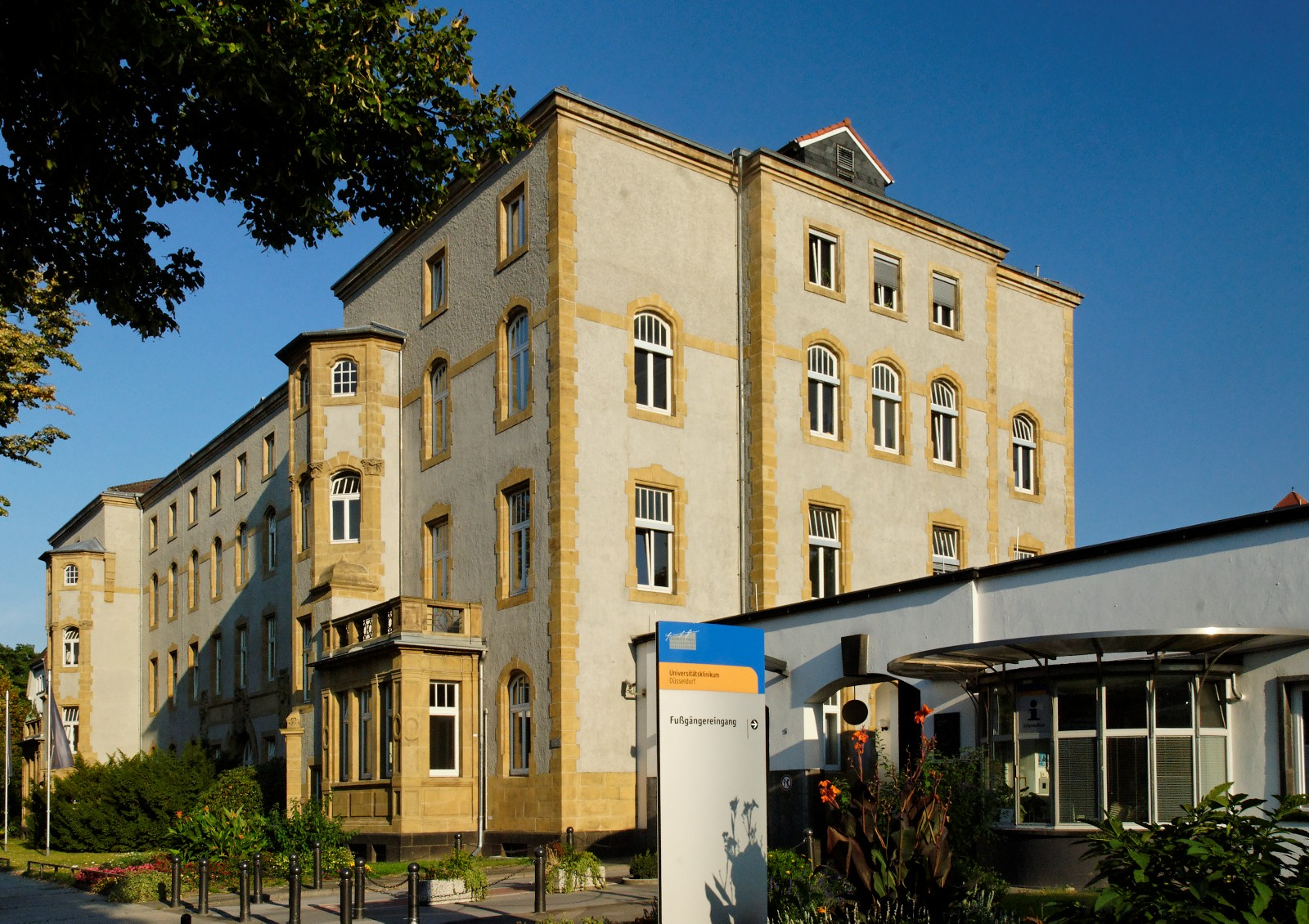
مستشفى دوسلدورف الجامعي

## الموقع
تمتد العيادة على مساحة تبلغ 400.000 متراً مربعاً. مجمل مساحة الجامعة ومن ضمنها جميع المؤسسات تبلغ حوالي 1.5 مليون متر مربع. ويسمح لها موقعها في وسط دوسلدورف بأن تكون سهلة الوصول من خلال خطوط السكك الحديدية أو الوسائل الأخرى.
يعمل في مركز الجامعة الطبي حوالي 4.400 موظف. حوالي 900 يعملون في مجال التمريض، و130 منهم من البروفسورات و800 طبيب ومعاون بروفسور.

## لمحة تاريخية
احتفل مستشفى دوسلدورف الجامعي في العام 2007 بمرور 100 عام على إنشائه في العام 1907. بدأ التطور للمستشفى القائمة حالياً بإنشاء مستشفى البلدية؛ وإلى تلك اللحظة كانت المستشفيات لا تزال يقودها الكنائس أو المؤسسات الخيرية.
ومع بدء اهتمام الحكومة بالعلوم والاقتصاد، توسع نطاق خطط المستشفى لتشمل البحوث والتدريب والتعليم لطلاب الطب والأطباء.
وقد كان هذا المستشفى هو الأول في ألمانيا لتقديم الخدمات الطبية الحديثة ليس فقط للجميع وحتى الفقراء. وفي الفترة التي تبعت الحرب العالمية الأولى وجدت عيادة فيستدويتش كيفركلينك (بالألمانية: Westdeutsche Kieferklinik)، مع ظهور تعليم الطب البشري. في العام 1923، تم إيجاد الأكاديمية الطبية. وقد وصلت الأكاديمية إلى استقلالها الكامل باكتسابها الحق بمنح درجة الدكتوراه.
بعد الحرب العالمية الثانية وإعادة الإعمار، حققت المستشفى الطبية سمعة عالمية في العديد من المجالات الطبية. في العام 1962 استحوذت شمال الراين-وستفاليا على الأكاديمية الطبية. وبالتعاون مع كلية العلوم، تم تأسيس جامعة دوسلدورف. وبدأت في شتاء عام 1965\1966 دفعة طلاب السنة الأولى. تحول مستشفى المدينة الذي تجاوز عدد أسرته 2000 سريراً إلى مستشفى جامعي في العام 1973.

## حقائق وأرقام (2008)
تضم مستشفى دوسلدورف الجامعي 30 عيادة و31 مؤسسة. ندخل المستشفى 42000 حالة، وتم معالجة حوالي 150000 مريض في سيارات الإسعاف التابعة للمستشفى الجامعي. تضم المستشفى 1100 لمعالجة المرضى. 

### الطاقم الطبي
يعمل في مركز الجامعة الطبي 4.400 موظفين ذوي دوام كامل. يعمل حوالي 900 موظف في مجال التمريض. حوالي 130 بروفسور و 800 طبيب ومساعدي بروفسور يقومون بتوفير الخدمات الطبية. حوالي 1100 موظف يعملون ضمن الخدمة الطبية- التقنية؛ 230 كموظفين ضمن طاقم العيادة، وحوالي 200 كجزء من الخدمة التقنية و400 موظف في القسم الإداري.Universitätsklinikum Düsseldorf

## الاختصاصات الطبية في مستشفى دوسلدورف الجامعي

### جراحة القلب

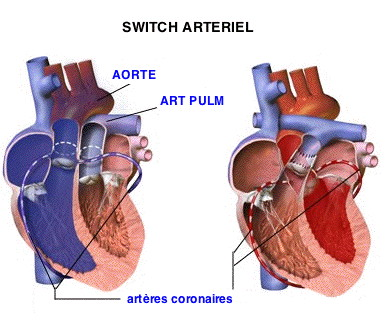
القلب

يرأس قسم جراحة القلب والأوعية الدموية البروفسور د. آرتور ليشتنبرغ منذ 2009.
وتسعى مستشفى UKD في دوسلدورف إلى إجراء جراحات المناظير بشكل يومي. وتهدف هذه التدخلات الجراحية، من جانب، إلى ان تكون أكثر رفقاً وأقل تعقيداً، ومن جانب آخر أن تكون أكثر فعالية وتساعد المريض على تجنب الآلام بأطول فترة ممكنة.
حالياً، يجري العمل في دوسلدورف على استئناف برنامج زراعة القلب، وكذلك إدخال نظام القلب الاصطناعي. ومن الأمثلة على ذلك هو مضخات جديدة مصغرة من ماركة (CircuLite) والتي تعد أول منتج يمكن استخدامه مع المرضى من كبار السن، والذين يكونون في الغالب غير مؤهلين لتقبّل قلب اصطناعي كبير الحجم ولا الخضوع لعمليات الزرع.
وتعد هندسة الأنسجة السريرية واحدة من مواضيع البحث الرئيسية في المستشفى، وتطوير ما يسمى بـ «صمامات القلب» التي يمكن زراعتها في المختبر بالاعتماد على خلايا المريض نفسه. 

### العلاج بالضغط الزائد بالأوكسجين(HBOT)
في علاج الأوكسجين الضغط الزائد علاج الأوكسجين، والمريض يتنفس الأكسجين النقي من خلال قناع الطبية في غرفة الضغط الزائد لفترة محددة من الزمن. 
يتم تمرير الأكسجين عن طريق الرئتين إلى الدم. بالمقارنة مع استنشاق الهواء الجوي العادي، أثناء العلاج التعليم المهني العالي 20 مرة كمية الأوكسجين يمكن أن ينتقل عن طريق الدم يمكن أن ينتقل خلال العلاج التعليم المهني العالي. وهكذا، يمكن توفير الاوكسجين حتى أن تتأثر أنسجة الجسم عن طريق بعض الأمراض التي تتعارض مع توفير الأكسجين إلى الأنسجة، مع أكثر من ذلك.
عند وصول الدم إلى أوعية الدموية الصغيرة أو الكبيرة تتقلص، وهذا يمكن أن يؤدي إلى ضعف التئام الجروح. من خلال التعليم المهني العالي ويمكن تحسين العلاج وتعزيز امدادات الاوكسجين إغلاق الجرح.
ويمكن للعلاج أن يكون التعليم المهني العالي تستخدم لعلاج امراض مثل الجروح المشكلة (القدم السكري، قرح الساق)، وفقدان السمع المفاجئ، وطنين، والصدمات النفسية الصوتية، التهاب العظم والنخاع التهاب المثانة الإشعاع / التهاب المستقيم الإشعاع، والصداع النصفي، والأوعية الدموية الفوضى. 

### جراحة الأعصاب
في قسم جراحة الأعصاب، تركز مستشفى UKD على أمراض من مجالات الأوعية الدموية في الجراحة العصبية، وجراحة أعصاب الورم، وقاعدة الجمجمة وجراحة الغدة النخامية، وجراحة العمود الفقري وجراحة الأعصاب لدى الأطفال، فضلاً عن جراحة الأعصاب الطرفية والألم المزمن.

والى جانب مرض تمدد الأوعية الدموية والنزيف الحاد، يقوم متخصصو الأوعية الدموية في مستشفى UKD في المقام الأول بعلاج اضطرابات الدورة الدموية.

وفي علم الأورام، ثمة العديد من أنواع الأورام التي لها تأثير سلبي على الرأس وقاعدة الجمجمة، بما في ذلك الغدة النخامية، التي يمكن للمستشفى علاجها. 
كما يتوفر في مستشفى UKD تشخيص وعلاج الأمراض الحادة والمزمنة للعمود الفقري والنخاع الشوكي.
أما مركز اضطرابات الحركة، فيتعامل بالإضافة إلى جملة من الأمور مع مرض باركنسون، والارتجاف غير الطوعي (أو ما يعرف بـ الرعاش) واضطرابات الحركة العصبية (أو ما يعرف بـ ديستونيا).
أما فريق جراحة طب الأطفال فيتعامل مع امراض الجهاز العصبي المركزي والمحيطي والهياكل المتاخمة لها في الأطفال. تصيب العديد من هذه الأمراض البالغين أيضاً. إلا أن تركيز فريق العمل ينصب على علاج أورام المخ لدى الأطفال وعلاج التشوهات. 

### علم الأعصاب
في عيادة العصبية التابعة لمستشفى UKD، يتم علاج جميع أمراض الجهاز العصبي (المخ والحبل الشوكي والأعصاب الطرفية) والعضلات.
وفي هذه العيادة يتم التركيز على علاج الأمراض القلبية الوعائية (السكتة الدماغية، واضطرابات الدورة الدموية العابرة، نوبات نقص تروية الدم العابرة، والنزيف).
وبالإضافة إلى ذلك، يتخصص قسم الأمراض العصبية في مستشفى UKD في مجالات الأمراض العصبية مثل التصلب المتعدد والأمراض المناعية الأخرى. وبالإضافة إلى ذلك، يتخصص القسم بأمراض أخرى مرتبطة بالأعصاب الطرفية، ومرض باركنسون واضطرابات الحركة الأخرى. وبالإضافة إلى ذلك، بتشخيص وعلاج الخرف ومتلأزمات الألم.
أما معهد العلوم العصبية السريرية والطبية وعلم النفس في UKD يتعامل مع طريقة عمل الدماغ البشري وتأدية وظائفه والاضطرابات العصبية التي قد تصيبه.
كما يقوم المعهد باستخدام طريقة «التحفيز العميق» للمخ بالتعاون مع قسم الجراحة العصبية. يتم تطبيق هذا العلاج لتنظيم ضربات القلب في المخ واضطرابات الحركة مثل مرض باركنسون، واضطرابات الحركة العصبية (أو ما يعرف بـ ديستونيا)، والارتجاف غير الطوعي (أو ما يعرف بـ الرعاش)، ومرض التصلب اللويحي أو تصلب الأنسجة المتعددة.